# Liste der Kulturdenkmale in Hesperingen
In der Liste der Kulturdenkmale in Hesperingen sind alle Kulturdenkmale der luxemburgischen Gemeinde Hesperingen aufgeführt (Stand: 25. August 2022).

## Kulturdenkmale nach Ortsteil

### Alzingen
| Bild    | Bezeichnung | Lage                     | Beschreibung | Stufe | Eingetragen seit  |
| ------- | ----------- | ------------------------ | ------------ | ----- | ----------------- |
| Gebäude | Gebäude     | 17, rue de Syren (Karte) |              | PCN   | 20. November 2019 |

### Fentingen
| Bild                                                      | Bezeichnung                                               | Lage                            | Beschreibung | Stufe | Eingetragen seit |
| --------------------------------------------------------- | --------------------------------------------------------- | ------------------------------- | ------------ | ----- | ---------------- |
| Wohngebäude einer Mühle mit Wirtschaftsgebäude und Garten | Wohngebäude einer Mühle mit Wirtschaftsgebäude und Garten | 125, rue de Bettembourg (Karte) |              | PCN   | 27. Juni 2008    |
| Bauernhof „Dennemeyer“                                    | Bauernhof „Dennemeyer“                                    | 96, rue de Bettembourg (Karte)  |              | PCN   | 21. Juni 2017    |
| Wohnhaus des Bauernhofs mit religiösem Denkmal            | Wohnhaus des Bauernhofs mit religiösem Denkmal            | 119, rue de Bettembourg (Karte) |              | IS    | 26. Juli 1990    |

### Hesperingen
| Bild            | Bezeichnung                                      | Lage                             | Beschreibung | Stufe | Eingetragen seit   |
| --------------- | ------------------------------------------------ | -------------------------------- | --- | ----- | ------------------ |
| Haus mit Garten | Haus mit Garten                                  | 371, route de Thionville (Karte) | | PCN   | 26. September 2008 |
| Weitere Bilder  | Pfarrkirche                                      | route de Thionville (Karte)      | | PCN   | 21. Juni 2017      |
| Weitere Bilder  | Burgruine und das umliegende Gelände             | (Karte)                          | Die Burg stammt wahrscheinlich aus dem 13. Jahrhundert, als die Grafen von Luxemburg Hesperingen an die Herren von Rodemach schenkten, die sich auf die Seite der Franzosen stellten, als die Burgunder 1443 Luxemburg eroberten. Der spätere deutsche Kaiser Maximilian I. ließ die Burg 1480 und 1482 nach Kämpfen mit Gerhard von Rodemach abreißen. Im Jahr 1492 übertrug er die Herrschaft den Herren von Baden, die es 1692 verpfänden mussten und erst 1740 zurückerhielten. 1796 eroberten die Franzosen die Burg, sie wurde verstaatlicht und 1798 zerstört. Die Ruine wurde in der Folge Stück für Stück verkauft. Um 1820 entstanden auf dem Gelände der Burg sieben Häuser aus Steinen der Burg. Die Ruine ist noch heute in Privatbesitz. | IS    | 22. Mai 1984       |
|                 | Archäologische Fundstätte „Turbelsfiels, Schläd“ | (Karte)                          | | IS    | 18. April 2018     |

### Itzig
| Bild | Bezeichnung | Lage                      | Beschreibung | Stufe | Eingetragen seit |
| ---- | --- | ------------------------- | ------------ | ----- | ---------------- |
|      | Die Ausstattung der Pfarrkirche, insbesondere der Hochaltar, das Chorgestühl, die beiden Seitenaltäre, die Kanzel sowie die beiden im unteren Teil des Langhauses aufgestellten Beichtstühle. | rue de Hesperange (Karte) |              | PCN   | 5. November 2002 |

Legende: PCN – Immeubles et objets bénéficiant des effets de classement comme patrimoine culturel national; IS – Immeubles et objets inscrits à l’inventaire supplémentaire

## Quelle
- Liste des immeubles et objets beneficiant d’une protection nationales, Nationales Institut für das gebaute Erbe, Fassung vom 11. Juli 2022, S. 51 f. (PDF)

- Karte mit allen Koordinaten:
- OSM |
- WikiMap